# 高麗肅宗
高麗肅宗（：／ Goryeo Sukjong；1054年—1105年），姓王，諱顒（：／ Wang Ong），字天常，高麗國的第十五任君主，1095年─1105年在位，初名王熙（：／ Wang Hui）。
高麗文宗的第三子。幼而聪慧，孝敬勤俭，雄毅果断，五经子史无所不览。文宗曾说: “后之复兴王室者其在尔乎。”1095年迫使高麗獻宗禪位，因此即位。死後廟號肅宗，諡號文惠康正明孝大王葬於英陵。

## 大事记
（以下日期均为农历）
- 高丽文宗八年（1054年）甲午七月己丑 出生
- 十九年（1065年）二月册为 雞林侯
- 三十一年（1077年）三月进封为公
- 高丽宣宗三年（1086年）二月加守太保。
- 九年（1092年）扈驾西京有紫云腾幕上。望气者以为王者之祥瑞。
- 1094年献宗卽位，王熙进守太师兼尙书令，次年八月为中书令。 十月己巳献宗下制禅位王谦让再三庚午卽位于重光殿。 是日元信宫主李氏及子汉山侯兄弟二人流放庆源郡。
- 十月辛未遣左司郞中尹瓘、刑部侍郎任懿出访辽国称臣。当月大肆提拔亲信，有超授显职者有司莫敢言。
- 十一月 大赦。名山大川皆加德号。民年八十以上及病人、义夫节妇、孝子顺孙、鳏寡孤独赐设分物，诸色军人赐米布。本月与十二月，与辽国互派使节访问。
- 1096年正月下令饮食节俭。二月乙丑献宗请出居兴盛宫（宣宗潜邸）。本月西女真多次来朝。四月壬戌朔霜，癸亥霜雹。六月甲戌，鎭溟都部署使文州防御判官李顺蹊等击败海贼，斩首十七级。九月，多次接见宋朝、高丽和尚。
- 1097年闰二月甲辰献宗薨。七月壬申东女眞贼船十寇鎭溟县。东北面兵马使金汉忠遣判官姜拯击败之，获船三，斩首四十八级。十二月癸巳辽遣耶律思齐、李湘来册封，赐玉册、圭印、冠冕、车辂、章服、鞍马、匹段等物。
- 1098年七月己未遣尹瓘赵珪去北宋，告嗣位进方物。
- 1099年九月令宰臣日官等议建南京于杨州。十一月辛未王弟扶余公，因罪流放京山府若木郡。
- 1100年五月辛巳，宋朝明州牒报，宋哲宗逝世，皇弟立为宋徽宗。 王为哲宗欲荐福于大安寺，谏官不可乃止。随后派人到宋吊唁。八月己未宫南楼桥东廊及四店馆掌牲司仪二署火灾，烧民户数百。十月壬子辽遣萧好古、高士宁来册王太子。
- 1101年正月丁卯制: 以九经子史各一本分置台省枢密院。以太子生辰为昌宁节。三月己卯王避辽帝嫌，改名。四月辛丑平州妖僧觉眞妄言阴阳眩惑众人诏流谷州。
- 1103年六月宋辽分别来高丽欲册封高丽王，七月甲辰东女眞太师盈歌遣使来朝。完颜部居住的高丽医生对高丽王曰: "女眞居黑水者部族日强兵益精悍。" 王乃始通使，自是来往不阻。八月大将军高文盖、张洪占、李弓济，将军金子珍等潜怀逆谋。 庚申命御史台捕之流于南极。十一月己丑、十二月戊午京城地震。
- 1104年二月壬子，林干与女眞战于定州城外，被击败。三月丁丑，尹瓘与女眞作战，斩三十余级，高丽军死伤陷没者过半。
- 1105年十月丙寅夜半，发金郊至长平门外，薨于辇中。其一生经常参拜佛教寺庙。

## 家庭

### 兄弟
- 高麗順宗王勳
- 高丽宣宗王運

### 子女

#### 子
| 稱號          | 生卒年     | 生母         | 配偶                                   | 備註               |
| ------------- | ---------- | ------------ | -------------------------------------- | ------------------ |
| 高麗睿宗 王俁 | 1079－1122 | 明懿太后柳氏 | 敬和王后李氏 文敬太后李氏 文貞王后王氏 |                    |
| 上黨侯 王佖   | ？－1099   | 明懿太后柳氏 |                                        |                    |
| 圓明國師 澄儼 | 1090－1141 | 明懿太后柳氏 |                                        | 高麗肅宗三年出家。 |
| 帶方公 王俌   | ？－1128   | 明懿太后柳氏 |                                        |                    |
| 大原公 王侾   | 1093－？   | 明懿太后柳氏 | 李氏                                   |                    |
| 齊安公 王偦   | ？－1131   | 明懿太后柳氏 |                                        |                    |
| 通義侯 王僑   | 1097－1119 | 明懿太后柳氏 |                                        |                    |

#### 女
| 稱號     | 生卒年     | 生母         | 配偶       | 備註                                                           |
| -------- | ---------- | ------------ | ---------- | -------------------------------------------------------------- |
| 大寧宮主 | ？－1114   | 明懿太后柳氏 | 淮安伯王沂 | 高麗肅宗八年，冊爲公主。高麗睿宗九年卒，諡貞穆。               |
| 興壽宮主 | ？－1123   | 明懿太后柳氏 | 承化伯王禎 | 高麗肅宗八年，冊爲公主，高麗仁宗元年卒。                       |
| 安壽宮主 |            | 明懿太后柳氏 | 廣平公王源 | 高麗肅宗十年，冊爲公主。                                       |
| 福寧宮主 | 1096－1133 | 明懿太后柳氏 | 晉康伯王演 | 高麗睿宗九年，冊爲公主。高麗仁宗十一年卒，諡貞簡（一說莊簡）。 |

## 附註
1. ↑  高麗史記載的卒年與墓誌銘不合，高麗史紀載1170年，墓誌銘紀載1161年。
2. ↑  高麗文宗之孫，高麗肅宗之侄，辰韓侯王愉長子。
3. ↑  高麗顯宗 王詢→靖簡王 王基→樂浪公 王瑛→承化伯 王禎
4. ↑  高麗文宗之孫，朝鮮公王燾之子。
5. ↑  辰韓侯王愉次子。